# Глан (Лот)
Глан (фр. Glanes) насеље је и општина у јужној Француској у региону Миди Пирене, у департману Лот која припада префектури Фижак.
По подацима из 2011. године у општини је живело 293 становника, а густина насељености је износила 107,72 становника/km². Општина се простире на површини од 2,72 km². Налази се на средњој надморској висини од 261 метар (максималној 353 m, а минималној 148 m).

## Демографија
| 1962. | 1968. | 1975. | 1982. | 1990. | 1999. | 2011. |
| ----- | ----- | ----- | ----- | ----- | ----- | ----- |
| 163   | 174   | 183   | 200   | 216   | 247   | 293   |

График промене броја становника у току последњих година